# Novellara
Novellara és un municipi italià de província de Reggio Emília, de la regió Emília-Romanya. Té 13.500 habitants, aproximadament. Està ubicat a 19 quilòmetres de la capital, també anomenada, Reggio de l'Emília, i té estació de tren des de Reggio fins a Guastalla.

## Història
El seu nom prové del medieval Nubilaria, que recorda la formació de boires en esta àrea. Des del segle xiii, va ser una de les residències de la família Gonzaga. Al segle següent, en Guido Gonzaga va crear un comtat quasi independent, que va evolucionar cap a un estat que va arribar fins a l'era contemporània.
Amb la pèrdua de poder dels Gonzaga, que eren ducs de Màntua, Novellara va passar el 1737 a formar part del Ducat de Mòdena, on va romandre fins al 1859, quan es procedeix a la unificació italiana.

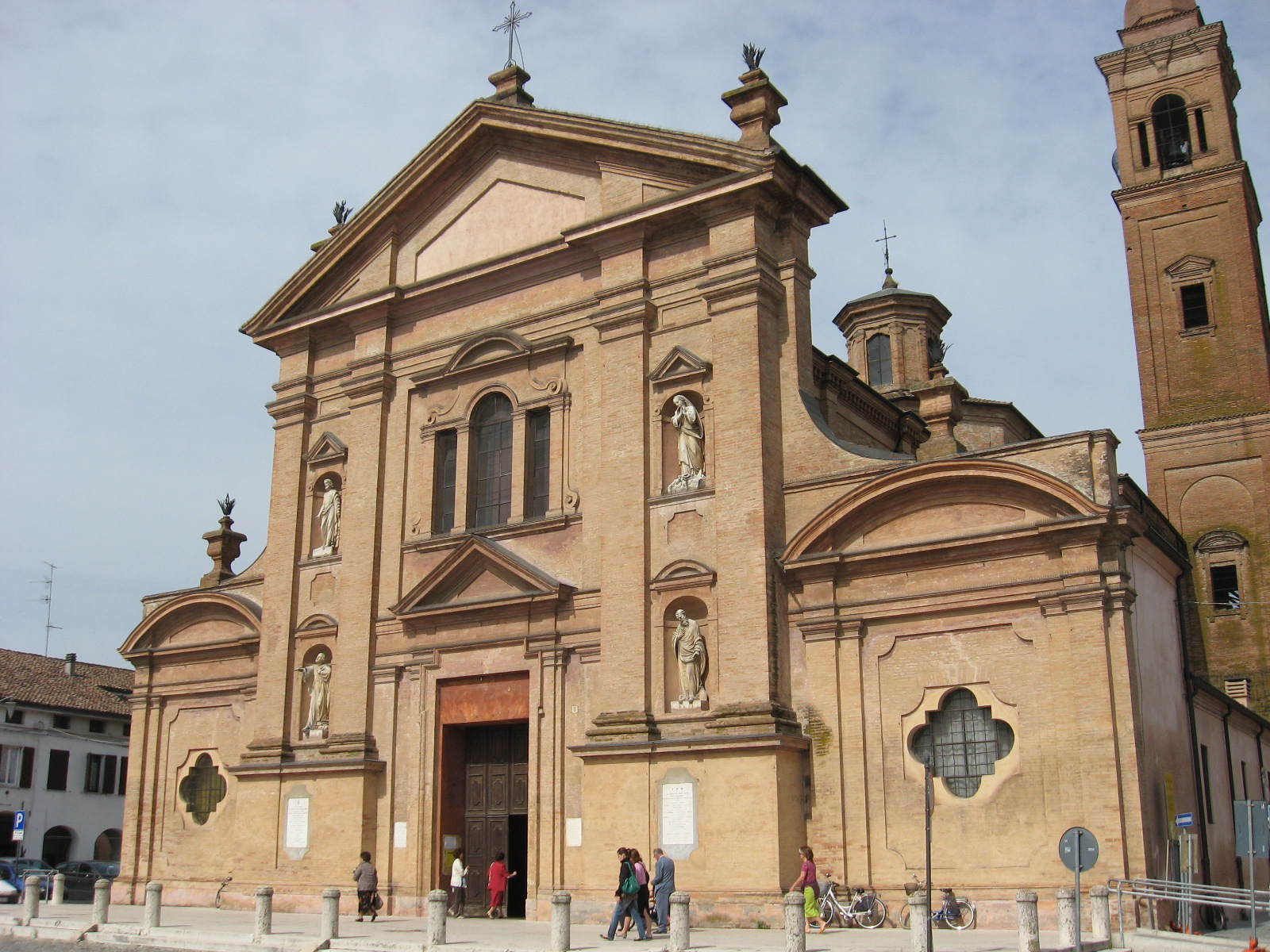
Església de Santo Stefano

## Llocs d'interès
- El Convent dels Jesuites
- L'església de Sant Esteve (Collegiata di Santo Stefano)
- El castell dels Gonzaga (La Rocca Gonzaga), que va ser construït per Feltrino Gonzaga el 1350, sobre altres fortificacions llombardes anteriors.
- El Casino di Sotto i Casino di Sopra, residències d'estiu dels Gonzaga.
- La Piazza Unità d'Italia, plaça major de Novellara, amb l'Església de Sant Esteve, treball de Lelio Orsi.
- La segona Gurdwara més gran d'Europa, la qual reflecteix la presència dels sikhs.

## Habitants cèlebres
- Giaches de Wert, compositor renaixentista, que va viure i créixer amb sa família entre 1550 i 1565
- Lelio Orsi, pintor del segle xvi.
- Maria Teresa Cybo-Malaspina, nascuda a Novellara el 1725, va ser duquessa de Mòdena, Reggio, Massa i Carrara.
- Augusto Daolio, cantant i fundador de la banda Nomadi.
- Luciano Pigozzi, actor de cinema.

## Ciutats agermanades
- Nový Jičín, Txèquia
- Neve Shalom, Israel
- Sancti Spiritus, Cuba
- Santa Gertrudes, Brasil